# Festa del grano (Jelsi)

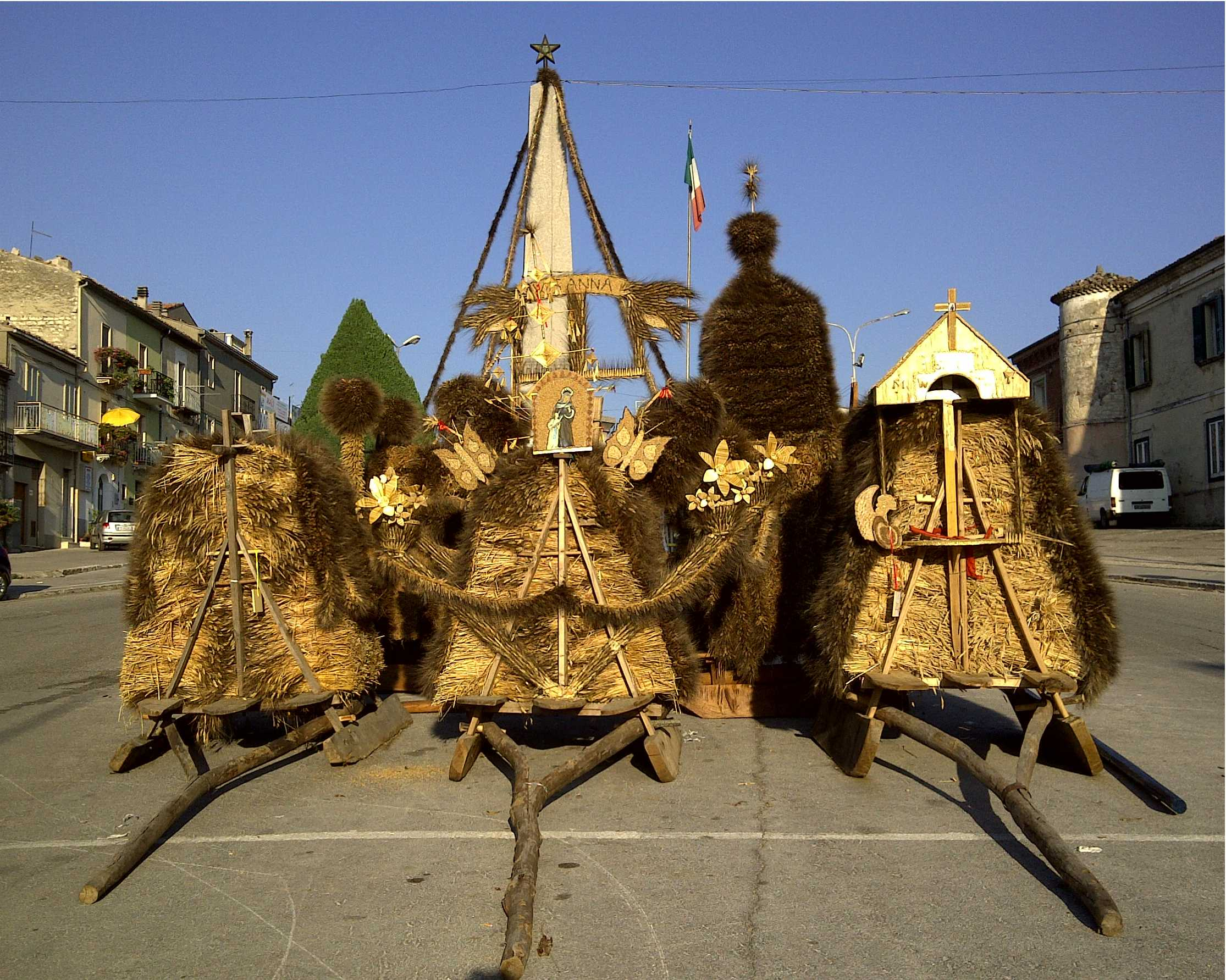
Traglie della festa del grano di Jelsi in onore di Sant'Anna

Secondo la tradizione, la festa del grano di Jelsi nasce nel 1805 in seguito al terremoto del 26 luglio di quell'anno, per ringraziare Sant'Anna per aver difeso e protetto il paese.

## Storia
Il sisma ebbe come epicentro il comune di Baranello in provincia di Campobasso, ma colpì tutto l'Alto Molise e gran parte del Regno di Napoli, dove si poterono contare più di 5 500 morti. A Jelsi, i morti registrati furono appena 30, di cui 27 ritrovati nel giorno della grande scossa e 3 successivamente.
La descrizione di questo dramma ci è data dall'arciprete Alessandro Eletto:
Da allora, a memoria d'uomo, ogni 26 luglio è portata in processione la statua di Sant'Anna. Alla quale si chiede la protezione dal terremoto e dai mali futuri attraverso l'offerta di spighe di grano.
A testimoniare le aberranti emozioni suscitate da quello sconvolgimento tellurico e la conseguente richiesta popolare di intercessione della Santa presso il potere divino, rimane un componimento poetico anonimo, cantato anche in altre località molisane, di cui è andata persa la parte centrale:
La devozione di dedicare una festa con offerta di grano s'impose ancor di più nel suo carattere quando il placarsi, nel giorno di Sant'Anna, di un violento uragano, scatenatosi nei giorni 24 e 25 luglio 1814, fu visto come un altro intervento della Grande Madre, altro nome della Santa.
Non sappiamo se prima di questi avvenimenti esistesse l'uso di trasportare in processione offerte di spighe di grano. È certo che fino agli inizi del Novecento, dopo la mietitura, oltre alle offerte fatte alla santa, era consuetudine fare un'offerta alla chiesa usando spighe di grano.

### Traglie di Jelsi

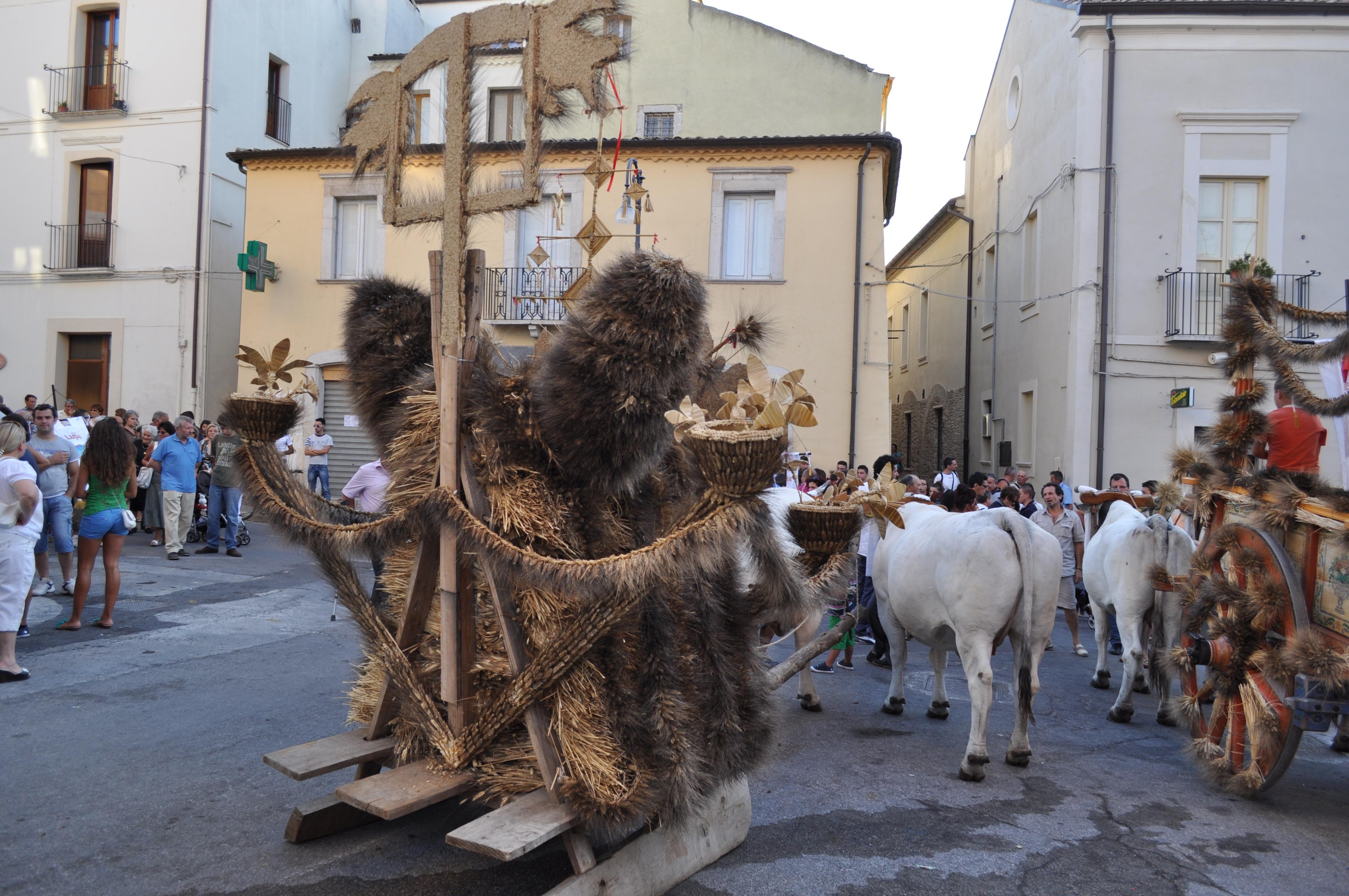
Traglie trainate da buoi

I modi d'offerta devozionali originari sono quelli del trasporto del grano lungo la strada principale del paese con la traglia, l'asino e le trasportatrici.

Assieme alle spighe di grano, sono da considerarsi un'ulteriore offerta devozionale, le scamorze. Solitamente due, venivano appese sotto la pëlomme (composizione di paglia e spighe messa sulla parte alta delle traglie durante la sfilata). Accanto a questa venivano posizionate, semplicemente appoggiate o inserite in nicchie costruite appositamente, anche le bambole, le quali dopo gli anni cinquanta sono state sostituite da bambini in costume.

Si pensa che proprio la  pëlomme sia una testimonianza di un'origine della festa molto più remota rispetto agli inizi dell'Ottocento. Le radici affondano con certezza nelle prime culture cerealicole del Mediterraneo. Nel corso del tempo, questo ornamento è stato sempre più sostituito da una croce composta da tre o quattro mazzetti di grano, con al centro l'immagine di Sant'Anna: sovrapposizione del cristianesimo al paganesimo.

## Riconoscimenti
La manifestazione è  Patrimonio immateriale d'Italia riconosciuto dall'Istituto Centrale per la DemoEtnoAntropologia. Ha inoltre ricevuto una sponsorizzazione non onerosa dell'ENIT per l'anno 2013, che ne ha riconosciuto l'alta valenza turistica. Patrimonio culturale d'Europa, riconoscimento del 2018. La festa di Jelsi, insieme a manifestazioni simili dei comuni di Fontanarosa, Flumeri, Mirabella Eclano, Villanova del Battista, San Marco dei Cavoti e Foglianise, è parte della comunità patrimoniale delle feste del grano, nel cui ambito è in corso un progetto di patrimonializzazione UNESCO  vincitore di bando e finanziato dalla regione Campania dal titolo Rituali e carri artistici del grano. Ricerche e studi finalizzati all’elaborazione di un dossier di candidatura di rete per l’iscrizione nella Lista Rappresentativa dei Patrimoni Culturali Immateriali dell’Umanità UNESCO.

## Filmografia
nel 2010 venne realizzato un documentario sulla vicenda, "Prima o Dopo Sant'Anna", realizzato da Giovanni Princigalli e commissionato dall'associazione di Jelsi di Montreal. Menzione speciale al concorso video migrazioni indetto dal museo dell'emigrazione Conti di Gualdo Tadino. L'anno successivo viene  realizzato un altro documentario: "Sembra Oro" - Le traglie di Jelsi in onore di Sant' Anna.